# Pfarrkirche Michaelnbach

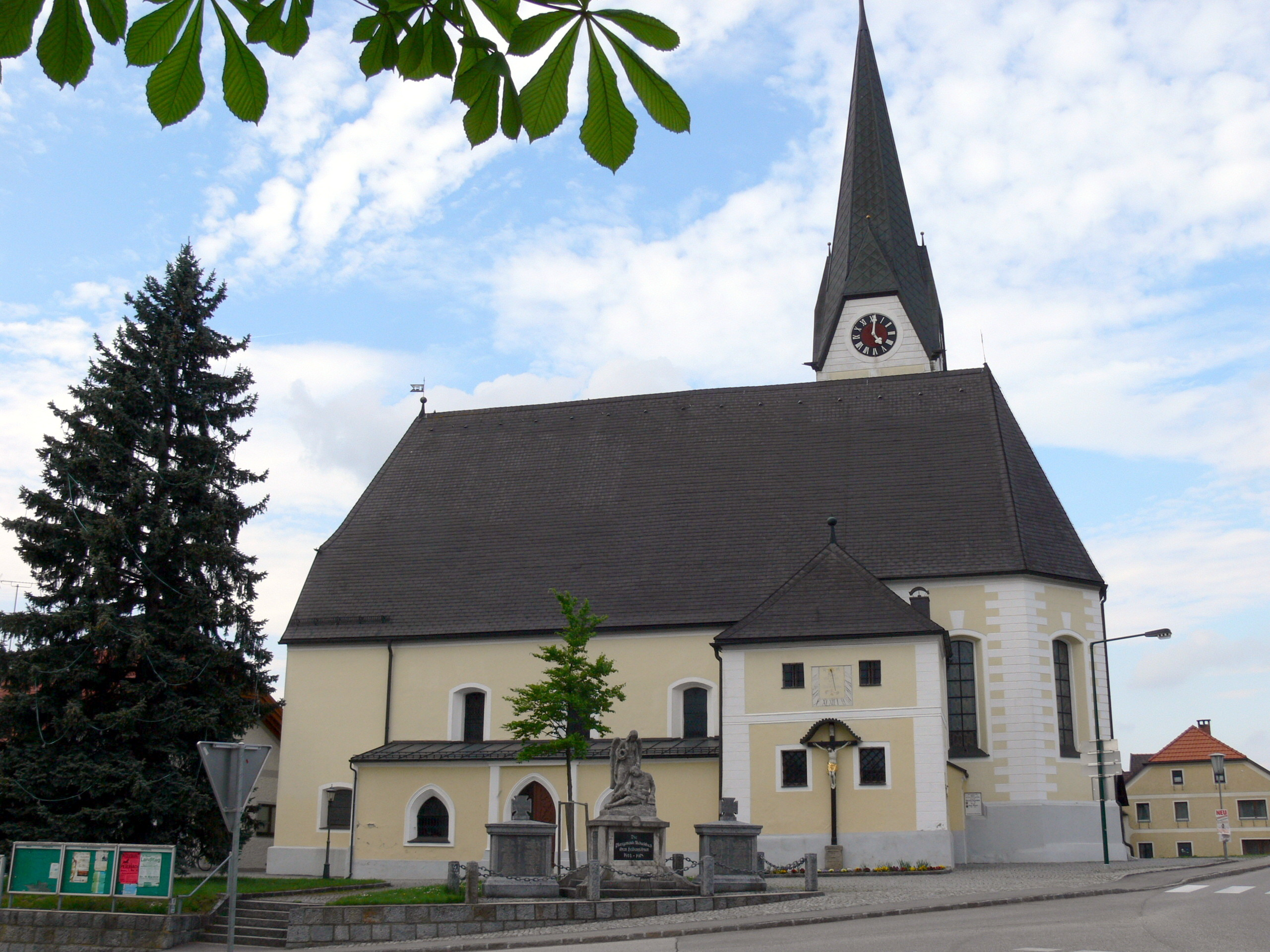
Kath. Pfarrkirche hl. Michael in Michaelnbach

Die römisch-katholische Pfarrkirche Michaelnbach steht in der Gemeinde Michaelnbach im Bezirk Grieskirchen in Oberösterreich. Die auf den heiligen Erzengel Michael geweihte Kirche gehört zum Dekanat Peuerbach in der Diözese Linz. Die Kirche steht unter Denkmalschutz.

## Geschichte
Eine Kirche wurde um 1130 urkundlich genannt.

## Architektur
Die spätgotische Hallenkirche ist zweischiffig und damit baugleich mit der Pfarrkirche Heiligenberg. An das dreijochige Langhaus schließt ein leicht eingezogener überhöhter zweijochiger Chor mit einem Dreiachtelschluss an. Langhaus und Chor sind netzrippengewölbt. Der Turm im nördlichen Chorwinkel trägt einen Spitzhelm.

## Ausstattung
Die Einrichtung ist neugotisch. Das Hochaltarbild hl. Michael ist aus der zweiten Hälfte des 17. Jahrhunderts. Der rechte Seitenaltar trägt ein Hochrelief Heilige Sippe aus dem Ende des 15. Jahrhunderts. Es gibt eine Kreuztragung Christi aus dem Anfang des 16. Jahrhunderts. Außen an der Kirche steht eine barocke Ölberggruppe aus dem zweiten Viertel des 18. Jahrhunderts.